# Positive Bomb
Positive Bomb (en castellano «Bomba positiva») es el primer álbum del grupo vasco Joxe Ripiau.
Este primer álbum, considerado por Iñigo como «un simple divertimento» se grabó de manera muy rápida en los Estudios Katarain, donde el trío utilizó como técnico de sonido a Ángel Katarain. En el álbum colaboraron Fermin Muguruza (hermano de Iñigo y Jabier) y Andoni Basterretxea (de Delirium Tremens) escribiendo algunas letras.
En Positive Bomb aparecieron algunas versiones de «Cherry Oh Baby» de Eric Donaldson y «Pressure drop» de The Maytals; además de dos temas instrumentales «Barixeku», compuesto por Iñigo y «Clouseau Inspektorea», basada en la música que Henry Mancini escribió para la película de Blake Edwards La pantera rosa.

## Lista de canciones
1. «Positive bomb» («Bomba positiva»)
(Letra y música: Iñigo Muguruza/Fermin Muguruza.)
2. «Izar txikia» («Pequeña estrella»)
(Letra: Canción popular irlandesa. Música: Iñigo Muguruza.)
3. «Matilda»
(Letra y música: Iñigo Muguruza.)
4. «Gerezi begiak» («Ojos de cereza»)
(Letra y música: Eric Donaldson.)
5. «Margarita»
(Letra y música: Raulín Rodríguez.)
6. «Barixeku»
(Iñigo Muguruza.)
7. «Lo» («Sueño»)
(Letra y música: Iñigo Muguruza.)
8. «Presaka» («Deprisa»)
(Letra: Frederick Hibbert. Música: The Maytals.)
9. «Munduko nagusi» («El dueño del mundo»)
(Letra y música: Andoni Basterretxea.)
10. «Clouseau Inspektorea» («El Inspector Clouseau»)
(Henry Mancini.)
11. «Batzuk Babilonia» («Algunos Babilonia»)
(Letra y música: Iñigo Muguruza.)
12. «To be or to beee...»
(Letra y música: Iñigo Muguruza.)
13. «Adan» («Adán»)
(Letra y música: Iñigo Muguruza.)

## Personal
- Iñigo Ripiau - Bajo y voz
- Jabier Ripiau - Acordeón y coros
- Sergio Ripiau - Güiro

### Músicos adicionales
- Fermin Muguruza - Voz y coros en «Presaka»
- Andoni Basterretxea (de Delirium Tremens) - Voz en «Munduko nagusi»
- Cristóbal Lezkano - Bongos en «Adan»

## Personal técnico
- Ángel Katarain - Técnico de sonido
- Ioseba Dut - Diseño y maquetación

- Datos: Q9061918